# Johannesteijsmannia perakensis
Johannesteijsmannia perakensis är en enhjärtbladig växtart som beskrevs av John Dransfield. Johannesteijsmannia perakensis ingår i släktet Johannesteijsmannia och familjen Arecaceae. Inga underarter finns listade i Catalogue of Life.